# フッ化パラジウム(II,IV)
フッ化パラジウム(II,IV)（英語: palladium(II,IV) fluoride）または、三フッ化パラジウム（英語: palladium trifluoride）は、パラジウムのフッ化物の1つ。実験式が PdF3 で表されるが、混合原子価のパラジウム(II)ヘキサフルオロパラジウム(IV)酸 PdII[PdIVF6] としてよく記述され、しばしば Pd[PdF6] または Pd2F6 とも記述される。

## 合成
Pd[PdF6は、フッ素と金属パラジウムの反応による最も安定な生成物である。
2 Pd + 3 F2 → Pd[PdF6]

## 構造と性質

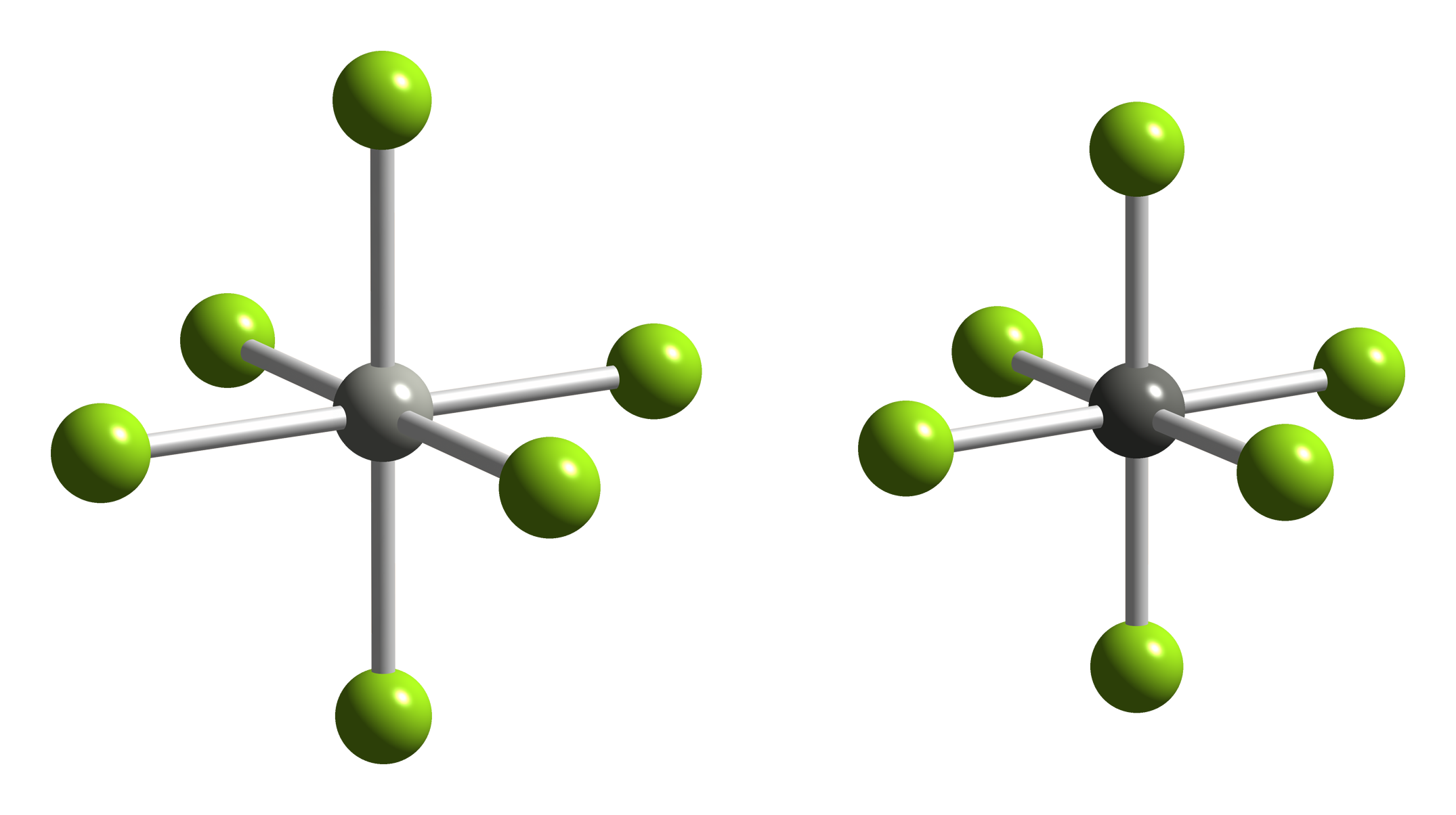
Pd^{II} と Pd^{IV} の配位環境。フッ素原子との距離の違いを示す。

Pd[PdF6] は常磁性で、Pd(II)とPd(IV)の両方が結晶構造の八面体位置を占める。PdII-F の距離は 2.17 Å であるのに対し、PdIV-F の距離は 1.90 Å である。